# 欧州経営開発財団
欧州経営開発財団（おうしゅうけいえいかいはつざいだん、英語: European Foundation for Management Development、略: EFMD）は、北米のAACSBに並ぶ世界的なビジネススクールの非営利認証団体で、拠点をベルギーのブリュッセルに置く。

## 概要
2017年9月時点で88か国890以上の学術機関、事業体、公共サービス機関、コンサルサービス機関にネットワークをもつ。
欧州経営開発財団は、欧州品質改善システム（EFMD Quality Improvement System（EQUIS））と呼ばれる、経営および事業管理に関わる高等教育機関の品質評価、改善、認証の国際的認証制度を運営する。北米のAACSB（Association to Advance Collegiate Schools of Business）に匹敵する。Programme Accreditation Systemなども発行している。